# Daily Monitor
Daily Monitor (tidigare The monitor) är en ugandisk dagstidning, till 60 procent ägd av det kenyanska mediehuset Nation Media Group som också äger bland annat Daily Nation. Redaktionen ger också ut systertidningarna Sunday Monitor och Monitor Weekly. 
Tidningen grundades ursprunglien 1992, som ett oberoende alternativ till statliga (tidigare kolonialtidningen) New Vision. 2005 bytte tidningen namn till Daily Monitor.